# Cambados
Cambados [kamˈbaðɔs] ist eine spanische Gemeinde der Comarca von O Salnés in der Provinz Pontevedra in Galicien.

## Lage
Cambados liegt im Nordwesten der Provinz an der Südseite der Ría de Arousa, einer zu den Rías Baixas gehörenden Meeresbucht am Atlantik. Der Ort ist ein Zentrum des Weinbaus im vor allem für seine Weißweine bekannten Anbaugebiet Rías Baixas.

## Gemeindegliederung
Die Gemeinde Cambados ist in fünf Parroquias gegliedert:
| Parroquias | Patrozinium  | Einwohner 2024 | Fläche km² | Dichte Einw./km² | Höhe msnm | Ortskennzahl |
| ---------- | ------------ | -------------- | ---------- | ---------------- | --------- | ------------ |
| Cambados   | Santa Mariña | 6.789          | 2,31       | 2.939            | 3         | 36006010000  |
| Castrelo   | Santa Cruz   | 1.943          | 8,47       | 229              | 44        | 36006020000  |
| Corvillón  | San Amedio   | 2.392          | 3,87       | 618              | 39        | 36006030000  |
| Oubiña     | San Vicenzo  | 391            | 2,68       | 146              | 25        | 36006040000  |
| Vilariño   | Santo Adrián | 2.166          | 6,28       | 345              | 29        | 36006050000  |

## Wirtschaft
| Ackerbau, Viehzucht und Fischerei                                                  | 0867  | 015,10 |
| Industrie                                                                          | 0903  | 015,73 |
| Bauwirtschaft                                                                      | 0428  | 07,45  |
| Dienstleistungsbetriebe                                                            | 3.544 | 061,72 |
| Total                                                                              | 5.742 | 100,00 |
| * Daten aus dem Statistischen Amt für Wirtschaftliche Entwicklung in Galicien, IGE |       |        |

## Söhne und Töchter der Stadt
- Ramón Cabanillas (1876–1959), Schriftsteller

## Weblinks

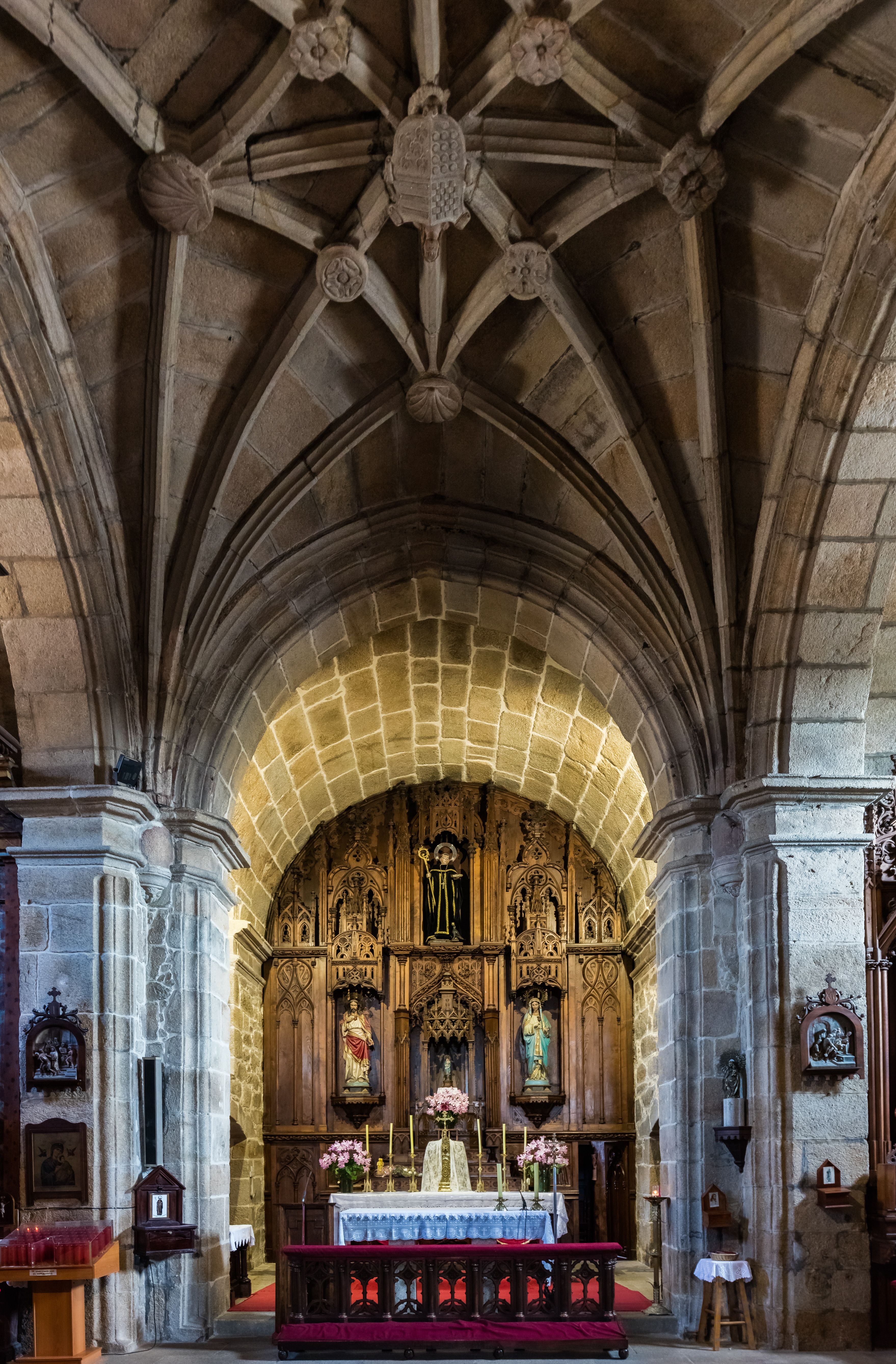
Innensicht von der San Benito Kirche
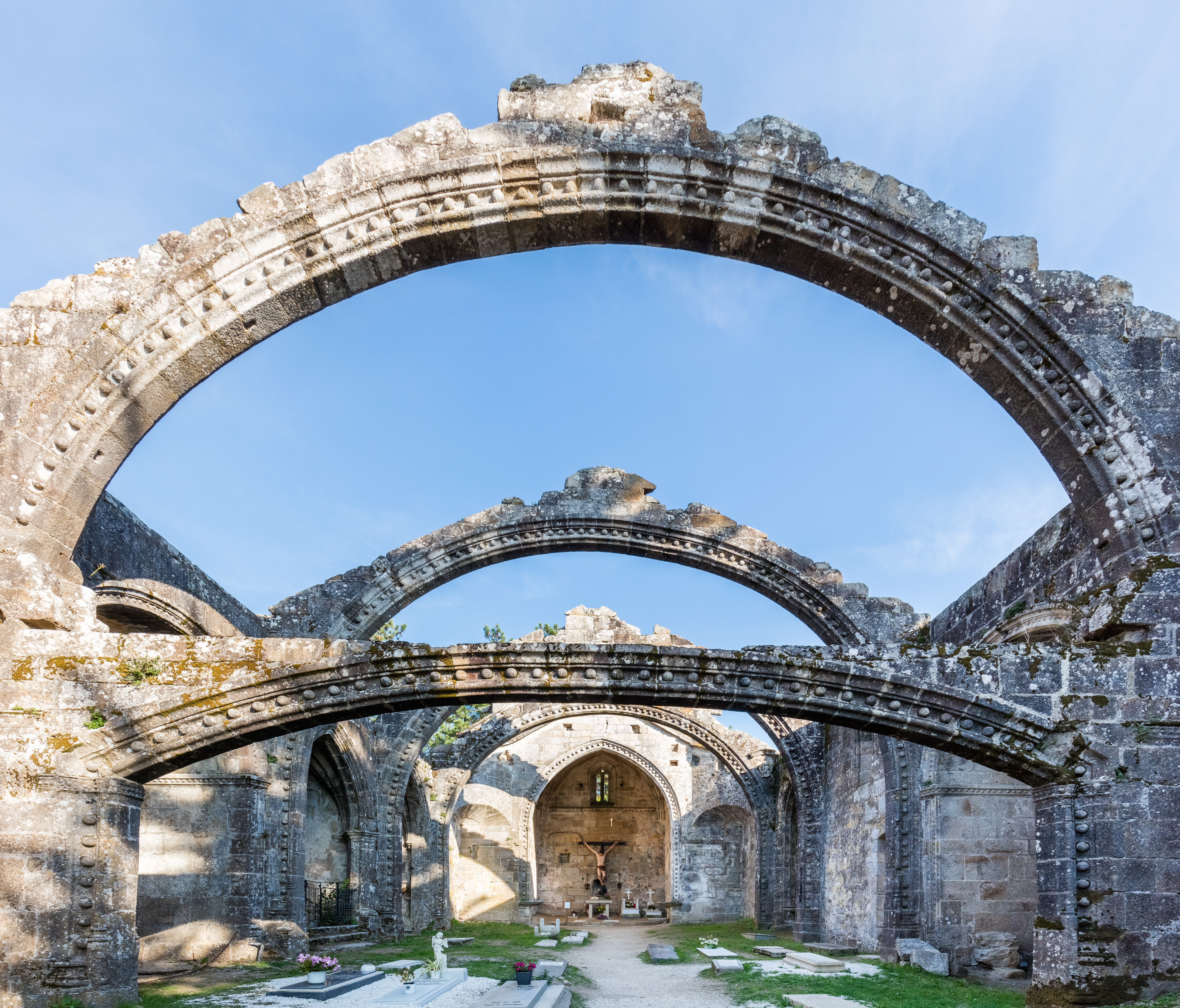
Santa Mariña Dozo in Cambados